# Fedtmule og søn
Fedtmule og søn (A Goofy Movie) er en amerikansk animationsfilm fra 1995 som blev produceret af Walt Disney Feature Animation og distribueret af Walt Disney Pictures og Buena Vista Distribution.
Filmen indeholder figurene fra tv-serien Max og Mule og handler om Fedtmule, som prøver at styrke sit forhold med sønnen Max. En direkte efterfølger til video blev udgivet i 2000, med titlen Fedtmule og søn 2 - en ekstrem fedtmulefilm.

## Handling
Det er den sidste skoledag for Fedtmules teenage-søn Max, som har planer om at begejstre sin store kærlighed, Roxanne. Max og hans venner, Per Junior og Bobby, entrer auditoriescenen midt under rektor Mazurs tale, og Max fremfører en koncert, hvor han optræder som en udklædt Powerline, en kendt superstjerne. Koncerten bliver en succes, og Max bliver dermed en skolekendis. Men rektor Mazur sætter en stopper for Max' popularitet, og sender vennetrioen til sit kontor. Mens Max venter udenfor Mazurs kontor, snakker han med Roxanne, og de bliver enige om at tage sammen til en fest. Roxannes veninde Stacey holder festen, hvor de skal se Powerlines seneste koncert på betalings-tv. Uden at Max ved det, ringer Mazur til Fedtmule og fortæller ham om Max' handlinger, som han siger kan føre ham til den elektriske stol. Fedtmule bestemmer sig dermed for at forbedre sit forhold til Max, som i de senere år er blevet svækket.
Fedtmule bestemmer sig for at tage Max med på en biltur til Lake Destiny i Idaho, et rituel rejse, som Fedtmule en gang var på med sin far. Trods Max' klager insisterer Fedtmule på, at bilturen finder sted. Max kigger inden turen forbi Roxannes hus for at fortælle henne om den tvungne ændring af planen. Men da Roxanne skuffet foreslår, at hun kan tage til festen med en anden, opdigter Max en løgn om, at han skal til Los Angeles for at se Powerline live, hvor han og Fedtmule skal optræde sammen med Powerline på scenen. Det første stop under bilturen er Lesters pungrottepark, hvor spændingen mellem Max og Fedtmule stiger. Senere, da de har ligget i lejr i skoven, møder de Bigfoot, og de må låse sig selv inde i bilen for beskyttelse. De finder ud af, at bilnøglerne er uden for bilen, og de må dermed blive i bilen. Om natten finder Max Fedtmules kort i handskerummet. Herpå er markeret vejen til Lake Destiny. Han bestemmer sig for at ændre målet til Los Angeles, stedet hvor Powerline-koncerten skal afholdes. Den næste dag bestemmer Fedtmule sig for at stole på Max og udnævner ham til officiel navigatør for bilturen; det vil sige at Max vælger alle stoppestederne frem til Lake Destiny. Deres forhold forbedres, og Max udvælger steder han kan lide, og steder Fedtmule synes godt om. De møder senere på Per Junior og Sorteper på et sø-inspireret motel. Sorteper overhører Max, da han fortæller Per Junior om det modificerede kort, og han fortæller det til Fedtmule. Først nægter Fedtmule at tro på ham, men han indser, at det er rigtigt, da han ser kortet i handskerummet. 
Mens de er i bilen den næste morgen, er Fedtmule helt stille. Da skiltet som markerer skillevejen mellem Los Angeles og Lake Destiny dukker op, beder Fedtmule Max om at vælge hvilken vej, de skal tage. Max bestemmer sig i sidste sekund for at tage vejen til venstre som fører til Los Angeles. Efter mange forsøg fra Max på at opmuntre en vred far, parkerer Fedtmule ved vejsiden og forlader bilen. De indleder nu et gevaldigt skænderi, som brat slutter, da Max ved et uheld får bilen til at trille ned ad en bakke, hvor den ender i en flod. Mens de sidder på biltaget og flyder ned langs floden, fortæller Max om, at han ikke synes om at blive behandlet som et barn, og Fedtmule forklarer, at han frygter at miste Max. Efter at Max har forklaret situationen om Roxanne, siger Fedtmule, at det bedste er at tage til Powerline-koncerten og finde en måde at komme på scenen. Da de ankommer til Los Angeles, lykkes det dem at snige sig ind i koncertsalen. De ender til sidst på scenen og danser med Powerline. Deres optræden bliver set af alle til Staceys fest, inklusive Roxanne. På hjemrejsen tager Max til Roxannes hus for at fortælle henne sandheden. Etter at have tilstået, aftaler de at mødes dagen efter.

## Rollebesætning
| Rolle                    | Originalstemme                | Dansk stemme         |
| ------------------------ | ----------------------------- | -------------------- |
| Fedtmule                 | Bill Farmer                   | Martin Brygmann      |
| Max                      | Jason Marsden                 | Christian Potalivo   |
| Sorteper                 | Jim Cummings                  | Lars Thiesgaard      |
| Per Junior               | Rob Paulsen                   | Jonathan Göransson   |
| Roxanne                  | Kellie Martin                 | Marie Schjeldal      |
| Robert "Bobby" Zimuruski | Pauly Shore (ikke krediteret) | Laus Høybye          |
| Stacey                   | Jenna von Oÿ                  | Amalie Ihle Alstrup  |
| Rektor Mazur             | Wallace Shawn                 | Christian Clausen    |
| Lester                   | Kevin Lima                    | Henrik Koefoed       |
| Powerline                | Tevin Campbell                | Tevin Campbell       |
| Storfod                  | Frank Welker                  | Frank Welker         |
| Frk Maples               | Jo Anne Worley                | Vibeke Dueholm       |
| Mickey Mouse             | Wayne Allwine                 | Henrik Koefoed       |
| Max (Vokal)              | Aaron Lohr                    | Laus Høybye          |
| Chad                     | Joey Lawrence                 | Kim Sandberg         |
| Lisa                     | Julie Brown                   | Pernille Petterson   |
| Pige i fotostudie        | Brittney Alyse Smith          | Annevig Schelde Ebbe |
| Hillibilly               | Pat Battrum                   | Christian Clausen    |
| Tøserdreng               | Klée Bragger                  | Laus Høybye          |
| Servitrice               | Florence Stanley              | Kirsten Cenius       |
| Sikkerhedsvagt           | Herschel Sparber              | Henrik Koefoed       |

Kor: Anna Britt Mathiassen, Carsten Bjørnlund, Ditte Eckstein, Jonas Kjær, Jacob Launbjerg, Kim Sandberg, Malene Beck, Pernille Pettersson, Søren Launbjerg, Vibeke Dueholm

## Soundtrack
1. "I 2 I" Tevin Campbell
2. "After Today" Laus Høybye
3. "Stand Out" Tevin Campbell
4. "On the Open Road" Laus Høybye og Martin Brygmann
5. "Lester's Possum Park" Henrik Koefoed
6. "Nobody Else But You" Laus Høybye og Martin Brygmann
7. "Opening Fanfare"/"Max's Dream"
8. "Deep Sludge"
9. "Bigfoot"
10. "Hi Dad Soup"
11. "Runaway Car"
12. "Junction"
13. "The Waterfall!"/"The Truth"

## Produktion
Fedtmule og søn blev hovedsageligt produceret i Paris i Frankrig, men noget af produktionen fandt også sted i Sydney i Australien, Burbank i USA og Toronto i Canada.

## Modtagelse
Fedtmule og søn var en forholdsvis succesrig film og blev nomineret til "Best Animated Feature" inden for produktionskategorierne og "Best Production Design", "Best Storyboarding", "Best Music" og "Best Animation" inden for de individuelle kategorier ved den 23. Annie Awards-uddeling.